# وست پوینت (آلاباما)
وست پوینت (به انگلیسی: West Point) شهرکی در شهرستان کالمن در ایالت آلاباما است که مساحت آن ۸٫۹۱ کیلومترمربع است و در سرشماری سال ۲۰۱۰ میلادی، ۵۸۶ نفر جمعیت داشته و تراکم جمعیتی آن، ۶۵٫۷۷ نفر در کیلومترمربع بوده است.